# Polystichum speluncicola
Polystichum speluncicola là một loài dương xỉ trong họ Dryopteridaceae. Loài này được L.B. Zhang & H. He mô tả khoa học đầu tiên năm 2010.
Danh pháp khoa học của loài này chưa được làm sáng tỏ. 